# Gracjan (cesarz rzymski)
Gracjan, Gratianus, Flavius Gratianus Augustus (ur. 18 kwietnia 359 w Sirmium, zm. 25 sierpnia 383 pod Lugdunum) – cesarz zachodniorzymski od 375, syn Walentyniana I i jego pierwszej żony – Sewery. 
Tytuł augusta otrzymał w 367 roku, po objęciu władzy mianował współrządcą swego czteroletniego brata przyrodniego – Walentyniana II.
1 stycznia 367 objął konsulat wraz z Dagalaifem. W tym samym roku w Ambianum Walentynian ogłosił go cesarzem. Mniej więcej w tym czasie retor i poeta Auzoniusz został wychowawcą Gracjana na dworze w Trewirze. Rok później Gracjan wyprawił się z Walentynianem na Alamanów, wyprawa zakończyła się zwycięstwem pod Solicinium.
Prawdopodobnie w 370 uczestniczył w wyprawie, która dotarła do źródeł Dunaju. Wydarzenie to zostało opisane przez Auzoniusza w poemacie Mozela. W 371 objął swój drugi konsulat wraz z Petroniuszem Probusem. Trzy lata później został konsulem wraz z Ekwicjuszem oraz ożenił się z Konstancją, pogrobową córką cesarza Konstancjusza II.
W 377 roku wysłał komesa Frigeridusa do Tracji, by wspomóc wschodniorzymskiego cesarza Walensa w walce ze zrewoltowanymi Gotami. Rok później odniósł zwycięstwo nad Alamanami pod Argentią i wyruszył na wschód do walki z Gotami. Walens, nie czekając na posiłki, wydał Gotom bitwę pod Adrianopolem, w której poniósł śmierć. Gracjan został wtedy jedynowładcą Imperium Romanum. Był pierwszym z cesarzy chrześcijańskich, który odmówił przyjęcia tytułu pontifex maximus. W 380 objął konsulat wraz z Teodozjuszem, razem z nim wydał Edykt tesaloński. Rok później przeniósł swój dwór do Mediolanu. W 382 usunął ołtarz bogini Wiktorii z sali posiedzeń senatu i odebrał dotacje państwowe świątyniom pogańskim mimo sprzeciwu Symmacha, prefekta miasta Rzymu.
W 383 po śmierci Konstancji Gracjan ożenił się z Letą. W tym samym roku wybuchł bunt legionów stacjonujących w Brytanii pod dowództwem Magnusa Maximusa. Wojska Gracjana spotkały armię uzurpatora pod Lutecją (Paryżem), jednak nie doszło do bezpośredniego starcia. Gracjan, niedoświadczony dowódca opuszczony przez armię, uciekł na południe. 25 sierpnia został pochwycony i zabity w Lugdunum przez Adragancjusza, współpracownika Maksymusa.
Imię Gratianus nosił również rzymski uzurpator z Brytanii, rządzący w latach 406-407.